# Russell Fry
Russell William Fry (Surfside Beach, 31 gennaio 1985) è un politico statunitense, membro della Camera dei Rappresentanti per lo stato della Carolina del Sud dal 2023.

## Biografia
Nato a Surfside Beach, Fry studiò giurisprudenza presso l'Università della Carolina del Sud e in seguito alla laurea svolse la professione di avvocato nella pratica privata.
Entrato in politica con il Partito Repubblicano, nel 2015 venne eletto all'interno della legislatura statale della Carolina del Sud, vincendo un'elezione speciale indetta per riassegnare il seggio di un repubblicano dimissionario in seguito ad uno scandalo sessuale.
In seguito all'assalto al Campidoglio del 2021, il deputato Tom Rice fu uno dei repubblicani a votare a favore dell'impeachment contro Trump. Fry criticò la scelta del compagno di partito e annunciò la propria candidatura per il suo seggio alla Camera dei Rappresentanti, sfidandolo apertamente nelle primarie. Ottenne l'appoggio pubblico dello stesso Donald Trump e si aggiudicò le primarie con oltre ventisei punti percentuali di scarto rispetto al deputato in carica. Nelle elezioni generali, sconfisse anche l'avversario democratico e venne eletto deputato.
Russell Fry si configura come un repubblicano conservatore. Votò a favore degli aiuti statunitensi ad Israele in seguito all'attacco di Hamas a Israele del 2023.